# Lista de picos ultraproeminentes da Europa
Esta é a lista de picos ultraproeminentes (com proeminência topográfica superior a 1500 metros) na Europa, que não se encontram listados na parte superior da lista de picos dos Alpes por proeminência. As duas listas juntas cobrem todos os picos ultraproeminentes da Europa. A coluna "Colo" denota a maior altitude à qual se deve descer de um destes picos para atingir outro mais alto; de notar que a altitude de qualquer pico é a soma da proeminência com a altitude do colo listado.
Para facilitar a leitura, a lista está dividida em secções regionais. Foram incluídos picos da Rússia Europeia e dos estados do Cáucaso.

## Alpes
Há 23 picos ultraproeminentes nos Alpes.

## Escandinávia

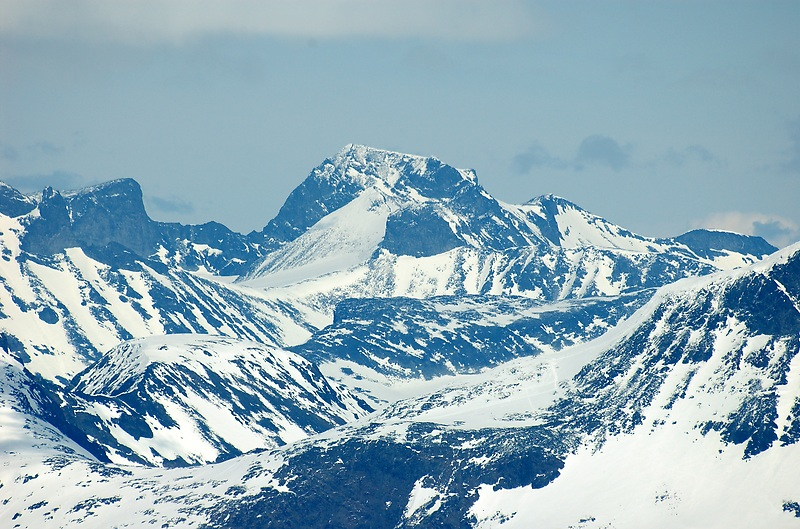
Galdhøpiggen, Noruega

| N.º | Pico              | País(es) | Altitude (m) | Proeminência (m) | Colo (m) |
| --- | ----------------- | -------- | ------------ | ---------------- | -------- |
| 1   | Galdhøpiggen      | Noruega  | 2469         | 2372             | 97       |
| 2   | Kebnekaise        | Suécia   | 2113         | 1754             | 359      |
| 3   | Jiehkkevárri      | Noruega  | 1834         | 1741             | 93       |
| 4   | Snøhetta          | Noruega  | 2286         | 1675             | 611      |
| 5   | Store Lenangstind | Noruega  | 1624         | 1576             | 48       |
| 6   | Sarektjåhkkå      | Suécia   | 2089         | 1519             | 570      |

## Ilhas escandinavas e Islândia

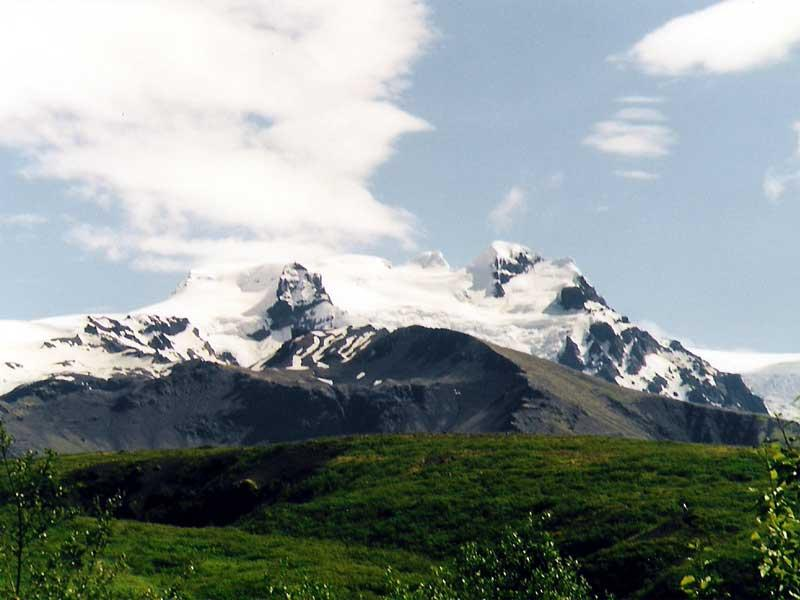
Hvannadalshnúkur, Islândia

| N.º | Pico                              | País(es)               | Altitude (m) | Proeminência (m) | Colo (m) |
| --- | --------------------------------- | ---------------------- | ------------ | ---------------- | -------- |
| 1   | Beerenberg                        | Noruega (Jan Mayen)    | 2277         | 2277             | 0        |
| 2   | Hvannadalshnúkur                  | Islândia               | 2110         | 2110             | 0        |
| 3   | Newtontoppen                      | Noruega (Svalbard)     | 1717         | 1717             | 0        |
| 4   | Ponto sem nome em 75°10′N,57°50′E | Rússia (Novaya Zemlya) | 1549         | 1549             | 0        |

## Ilhas do Atlântico

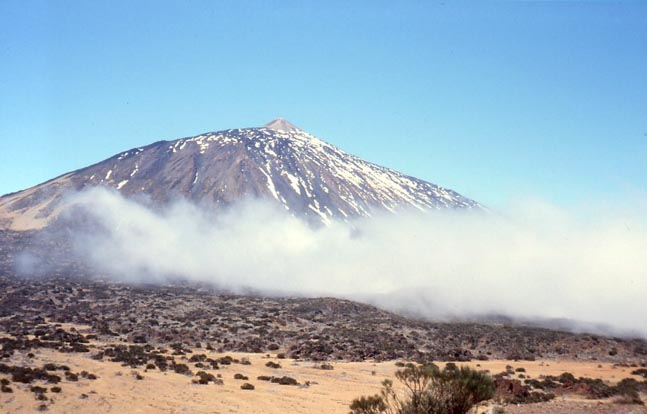
Teide, Ilhas Canárias (Espanha)

| N.º | Pico                   | País(es)                         | Altitude (m) | Proeminência (m) | Colo (m) |
| --- | ---------------------- | -------------------------------- | ------------ | ---------------- | -------- |
| 1   | Teide                  | Espanha (Tenerife, Canárias)     | 3718         | 3718             | 0        |
| 2   | Roque de los Muchachos | Espanha (La Palma, Canárias)     | 2423         | 2423             | 0        |
| 3   | Montanha do Pico       | Portugal (Pico, Açores)          | 2351         | 2351             | 0        |
| 4   | Pico de las Nieves     | Espanha (Gran Canaria, Canárias) | 1949         | 1949             | 0        |
| 5   | Pico Ruivo             | Portugal (Madeira, Madeira)      | 1861         | 1861             | 0        |
| 6   | Pico de Malpaso        | Espanha (El Hierro, Canárias)    | 1501         | 1501             | 0        |

## Península Ibérica

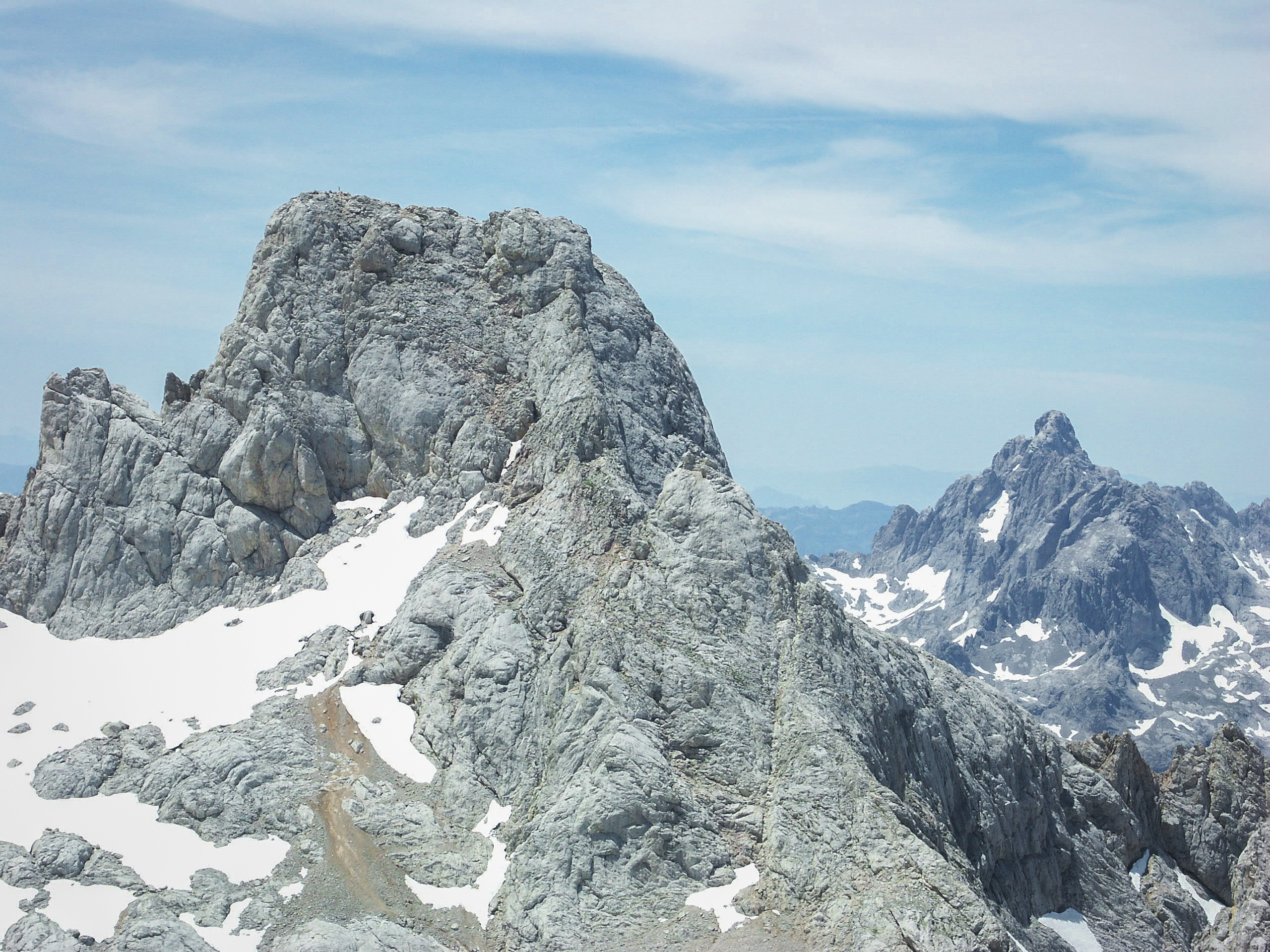
Torre de Cerredo, Espanha

| N.º | Pico             | País(es) | Altitude (m) | Proeminência (m) | Colo (m) |
| --- | ---------------- | -------- | ------------ | ---------------- | -------- |
| 1   | Mulhacén         | Espanha  | 3479         | 3285             | 194      |
| 2   | Monte Aneto      | Espanha  | 3404         | 2812             | 592      |
| 3   | Torre de Cerredo | Espanha  | 2648         | 1931             | 717      |
| 4   | Pico Almançor    | Espanha  | 2592         | 1690             | 902      |

## Maciço Central

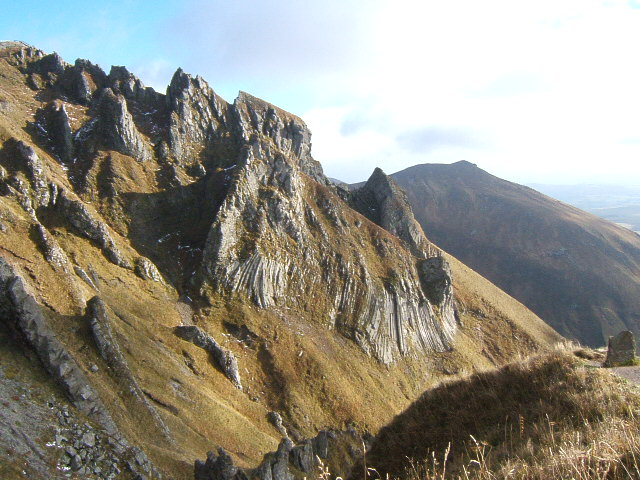
Puy de Sancy, França

| N.º | Pico         | País(es) | Altitude (m) | Proeminência (m) | Colo (m) |
| --- | ------------ | -------- | ------------ | ---------------- | -------- |
| 1   | Puy de Sancy | França   | 1885         | 1578             | 307      |

## Itália e ilhas próximas

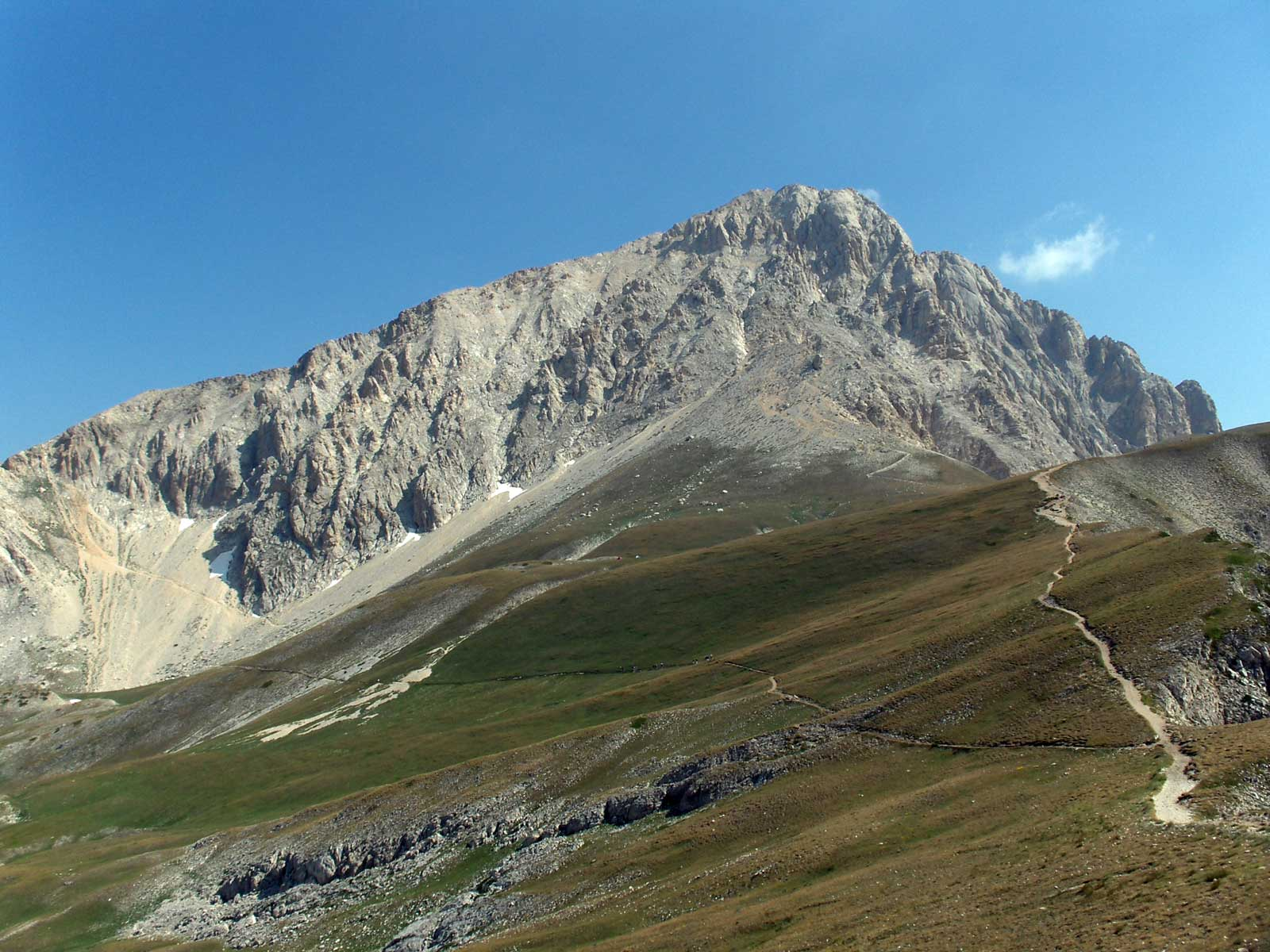
Corno Grande, Itália

| N.º | Pico             | País(es)          | Altitude (m) | Proeminência (m) | Colo (m) |
| --- | ---------------- | ----------------- | ------------ | ---------------- | -------- |
| 1   | Monte Etna       | Itália (Sicília)  | 3323         | 3323             | 0        |
| 2   | Monte Cinto      | França (Córsega)  | 2706         | 2706             | 0        |
| 3   | Corno Grande     | Itália            | 2912         | 2476             | 436      |
| 4   | Punta La Marmora | Itália (Sardenha) | 1834         | 1834             | 0        |
| 5   | Monte Amaro      | Itália            | 2795         | 1812             | 983      |
| 6   | Monte Dolcedorme | Itália            | 2267         | 1715             | 552      |
| 7   | Montalto         | Itália            | 1955         | 1709             | 246      |
| 8   | Monte Cimone     | Itália            | 2165         | 1577             | 588      |

## Cárpatos

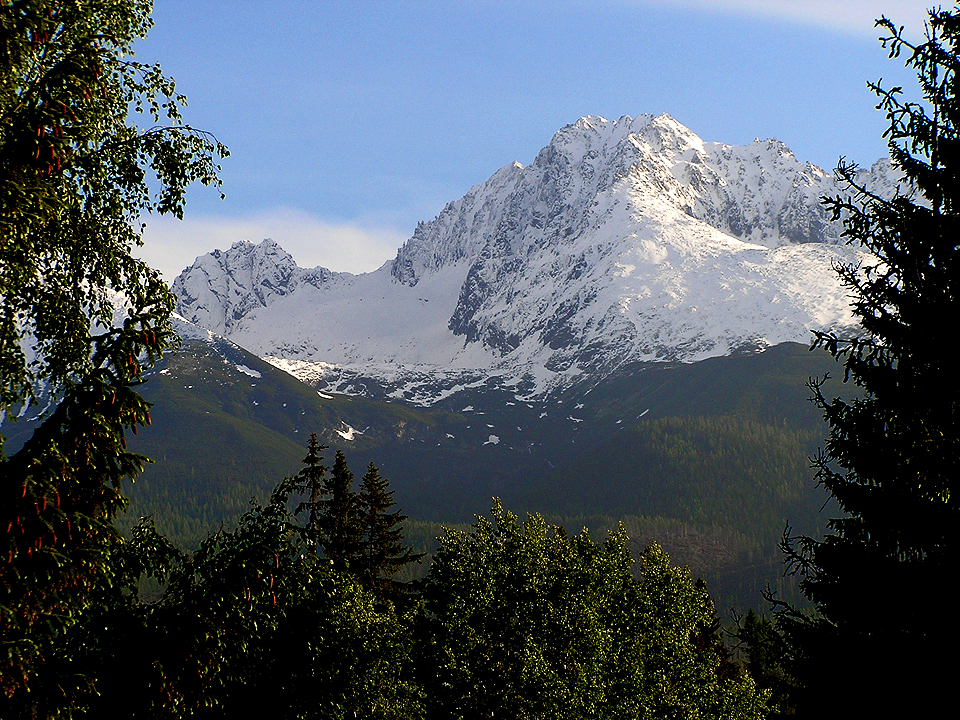
Gerlachovský štít, Eslováquia

| N.º | Pico              | País(es)   | Altitude (m) | Proeminência (m) | Colo (m) |
| --- | ----------------- | ---------- | ------------ | ---------------- | -------- |
| 1   | Gerlachovský štít | Eslováquia | 2655         | 2355             | 300      |
| 2   | Parângu Mare      | Roménia    | 2519         | 2103             | 416      |
| 3   | Pico Moldoveanu   | Roménia    | 2544         | 2046             | 498      |
| 4   | Peleaga           | Roménia    | 2509         | 1759             | 750      |
| 5   | Pietrosul Rodnei  | Roménia    | 2303         | 1565             | 738      |

## Balcãs

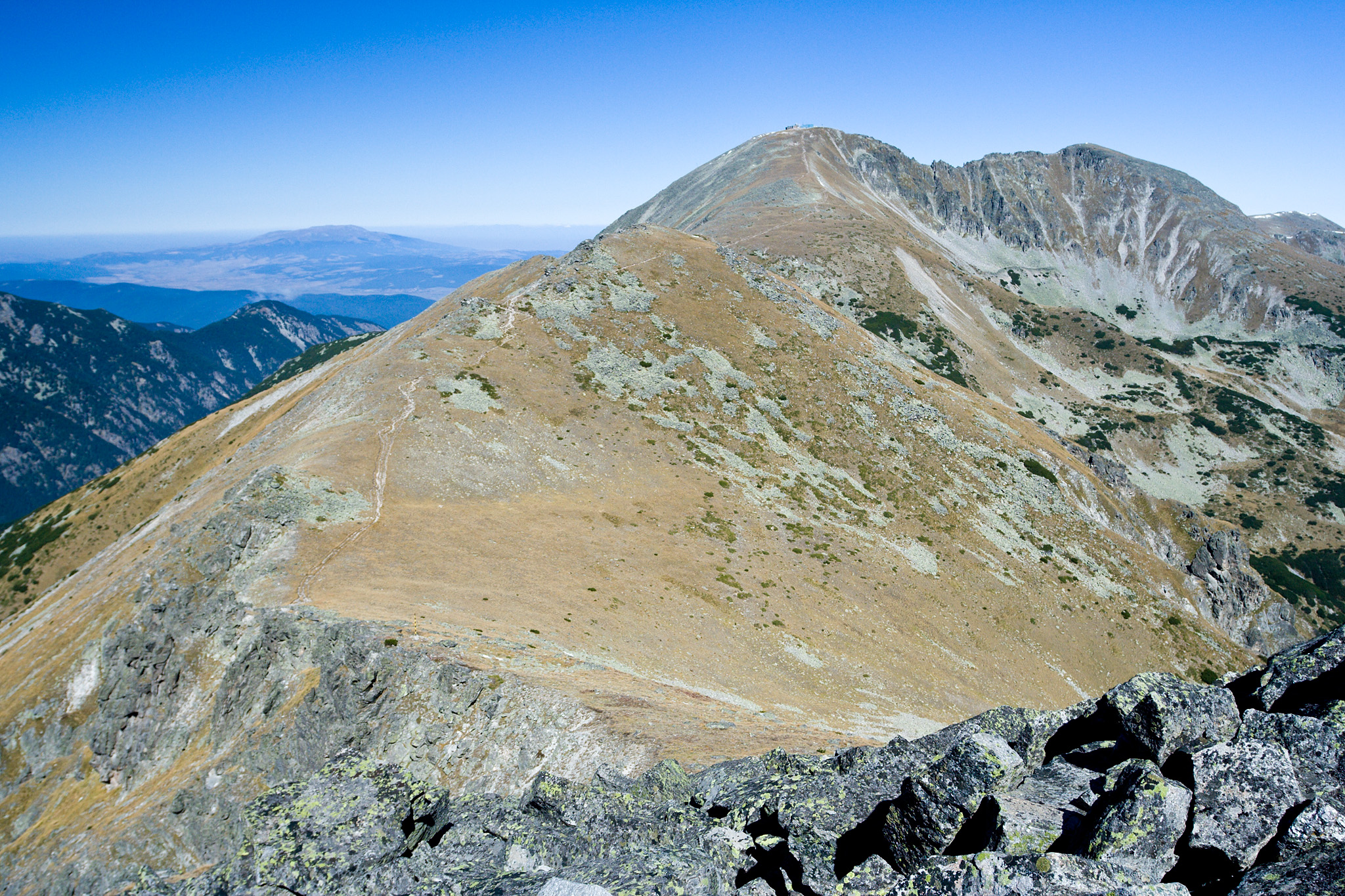
Musala, Bulgária

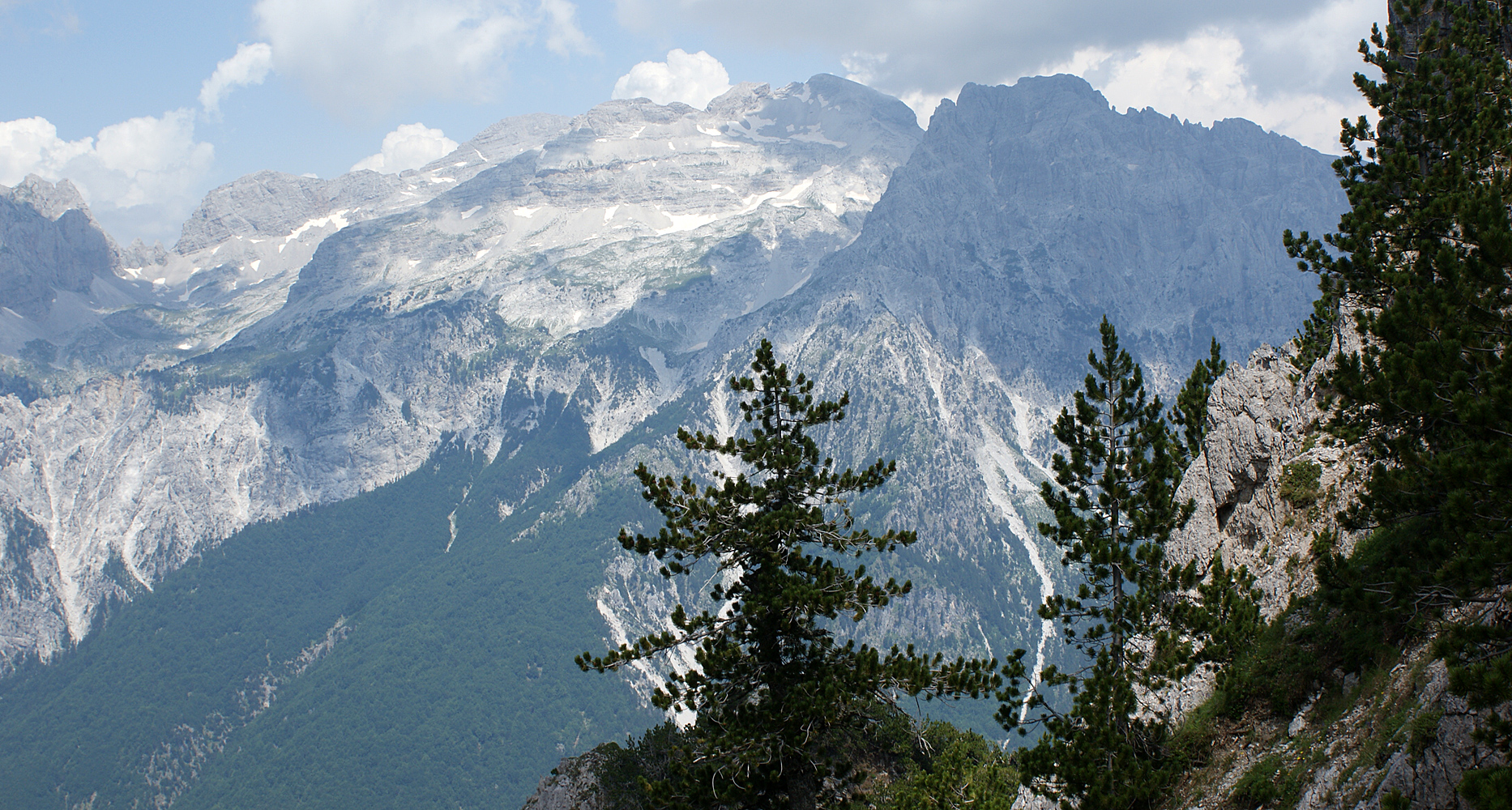
Maja e Jezercës, Albânia

| N.º | Pico                       | País(es)                     | Altitude (m) | Proeminência (m) | Colo (m) |
| --- | -------------------------- | ---------------------------- | ------------ | ---------------- | -------- |
| 1   | Musala                     | Bulgária                     | 2925         | 2473             | 432      |
| 2   | Monte Olimpo               | Grécia                       | 2919         | 2355             | 564      |
| 3   | Monte Korab                | Albânia / Macedônia do Norte | 2764         | 2169             | 595      |
| 4   | Maja Jezercë               | Albânia                      | 2694         | 2036             | 658      |
| 5   | Monte Athos                | Grécia                       | 2030         | 2012             | 18       |
| 6   | Monte Ossa                 | Grécia                       | 1978         | 1854             | 124      |
| 7   | Nemërçkë (Maja e Papingut) | Albânia                      | 2482         | 1792             | 690      |
| 8   | Vihren                     | Bulgária                     | 2914         | 1783             | 1131     |
| 9   | Monte Pangeo               | Grécia                       | 1956         | 1773             | 183      |
| 10  | Kaimakchalan               | Grécia / Macedônia do Norte  | 2528         | 1758             | 770      |
| 11  | Smolikas                   | Grécia                       | 2637         | 1736             | 901      |
| 12  | Monte Giona                | Grécia                       | 2510         | 1702             | 808      |
| 13  | Jakupica                   | Macedônia do Norte           | 2540         | 1666             | 874      |
| 14  | Maja e Këndrevicës         | Albânia                      | 2121         | 1666             | 455      |
| 15  | Radomir                    | Bulgária / Grécia            | 2031         | 1595             | 436      |
| 16  | Monte Parnassus            | Grécia                       | 2457         | 1590             | 867      |
| 17  | Botev Peak                 | Bulgária                     | 2376         | 1567             | 809      |
| 18  | Mali i Çikës               | Albânia                      | 2044         | 1563             | 481      |
| 19  | Maja e Valamarës           | Albânia                      | 2373         | 1526             | 847      |
| 20  | Monte Baba                 | Macedônia do Norte           | 2601         | 1516             | 1085     |
| 21  | Psili Koryfi               | Grécia                       | 1589         | 1514             | 75       |

## Ilhas gregas,PeloponesoeChipre

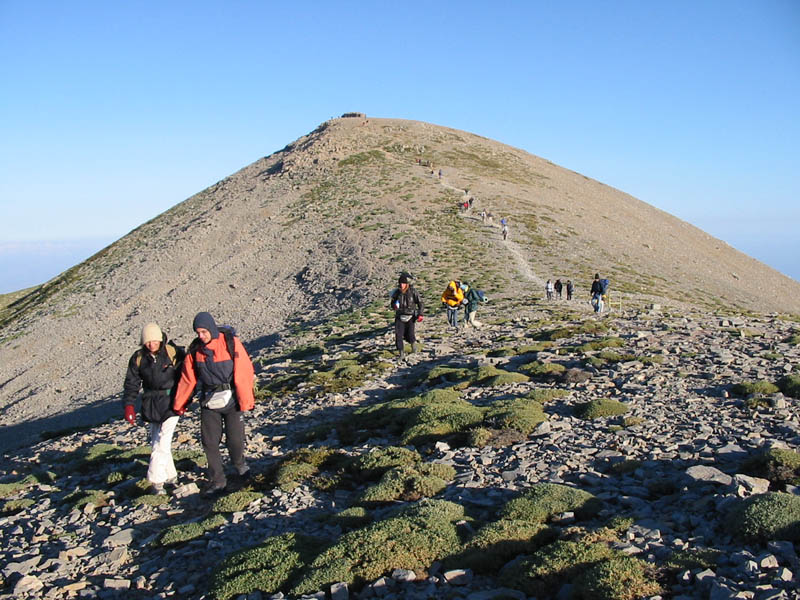
Monte Ida, Grécia

| N.º | Pico          | País(es)            | Altitude (m) | Proeminência (m) | Colo (m) |
| --- | ------------- | ------------------- | ------------ | ---------------- | -------- |
| 1   | Monte Ida     | Grécia (Creta)      | 2456         | 2456             | 0        |
| 2   | Taígeto       | Grécia              | 2404         | 2344             | 60       |
| 3   | Lefká Óri     | Grécia (Creta)      | 2453         | 2038             | 415      |
| 4   | Monte Olimpo  | Chipre              | 1952         | 1952             | 0        |
| 5   | Monte Kyllini | Grécia              | 2376         | 1870             | 506      |
| 6   | Dikti         | Grécia (Creta)      | 2148         | 1798             | 350      |
| 7   | Dirfi         | Rússia oriental     | 1743         | 1743             | 0        |
| 8   | Monte Ainos   | Grécia (Cefalónia)  | 1628         | 1628             | 0        |
| 9   | Fengari       | Grécia (Samotrácia) | 1611         | 1611             | 0        |

## Crimeia
| N.º | Pico       | País(es) | Altitude (m) | Proeminência (m) | Colo (m) |
| --- | ---------- | -------- | ------------ | ---------------- | -------- |
| 1   | Roman-Kosh | Ucrânia  | 1545         | 1541             | 4        |

## Montes Urais
| N.º | Pico            | País(es) | Altitude (m) | Proeminência (m) | Colo (m) |
| --- | --------------- | -------- | ------------ | ---------------- | -------- |
| 1   | Monte Narodnaya | Rússia   | 1894         | 1772             | 123      |

## Montanhas do Cáucaso

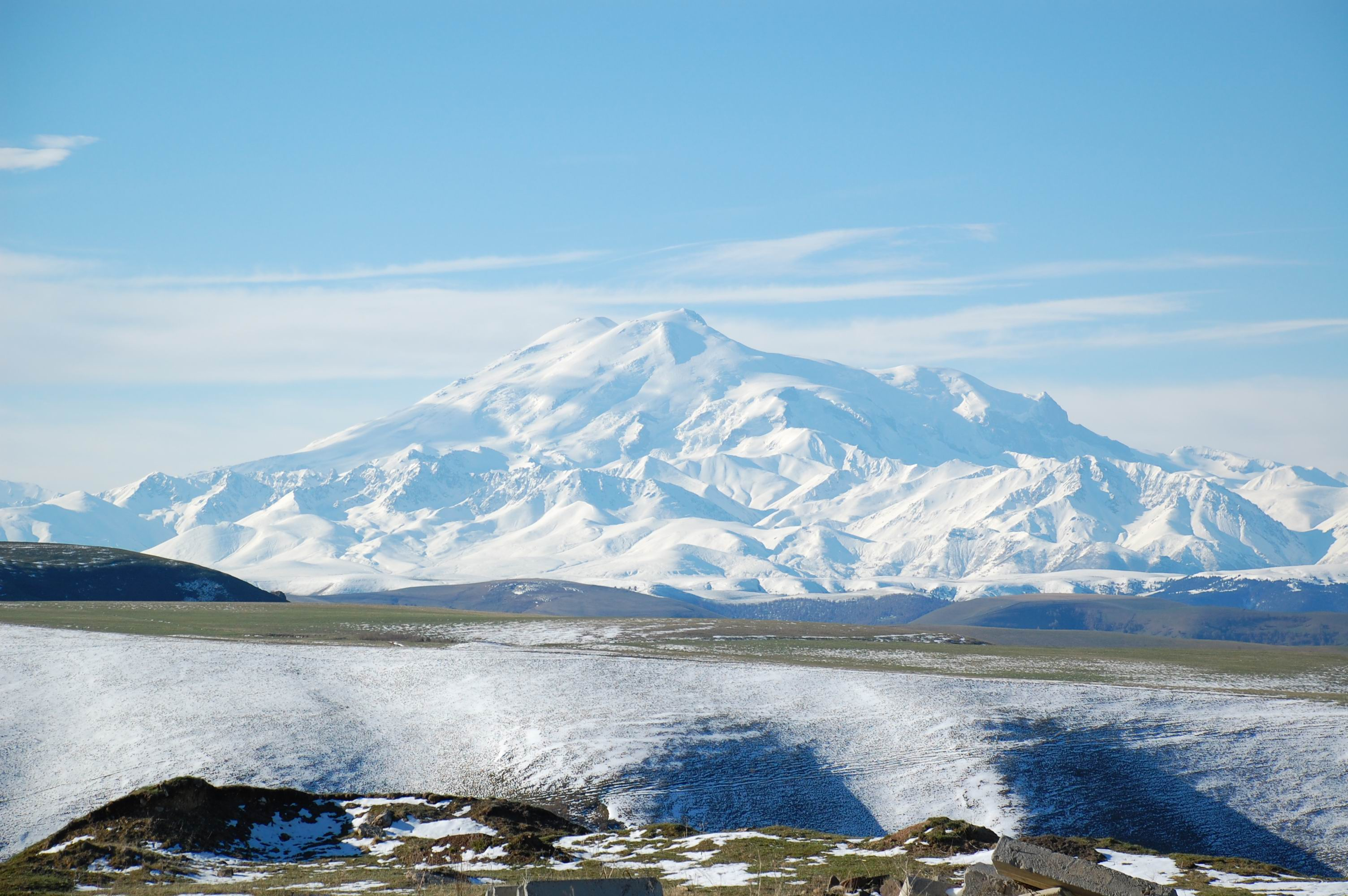
Monte Elbrus, Rússia: a mais alta e a mais proeminente montanha da Europa.

| N.º | Pico                    | País(es)             | Altitude (m) | Proeminência (m) | Colo (m) |
| --- | ----------------------- | -------------------- | ------------ | ---------------- | -------- |
| 1   | Monte Elbrus            | Rússia               | 5642         | 4741             | 901      |
| 2   | Monte Bazarduzu         | Rússia / Azerbaijão  | 4466         | 2454             | 2012     |
| 3   | Monte Kazbek            | Rússia / Geórgia     | 5034         | 2353             | 2681     |
| 4   | Tebulosmta              | Rússia / Geórgia     | 4493         | 2145             | 2348     |
| 5   | Monte Aragats           | Armênia              | 4090         | 2143             | 1947     |
| 6   | Dykh-Tau                | Rússia               | 5205         | 2002             | 3203     |
| 7   | Dyultydag               | Rússia               | 4127         | 1834             | 2293     |
| 8   | Monte Caputejul         | Armênia / Azerbaijão | 3905         | 1820             | 2085     |
| 9   | Gora Addala Shukgelmezr | Rússia               | 4152         | 1812             | 2340     |
| 10  | Gora Shan               | Rússia / Geórgia     | 4451         | 1775             | 2676     |

## Picos acima dos 1500 m de altitude mas com proeminência inferior a 1500 m

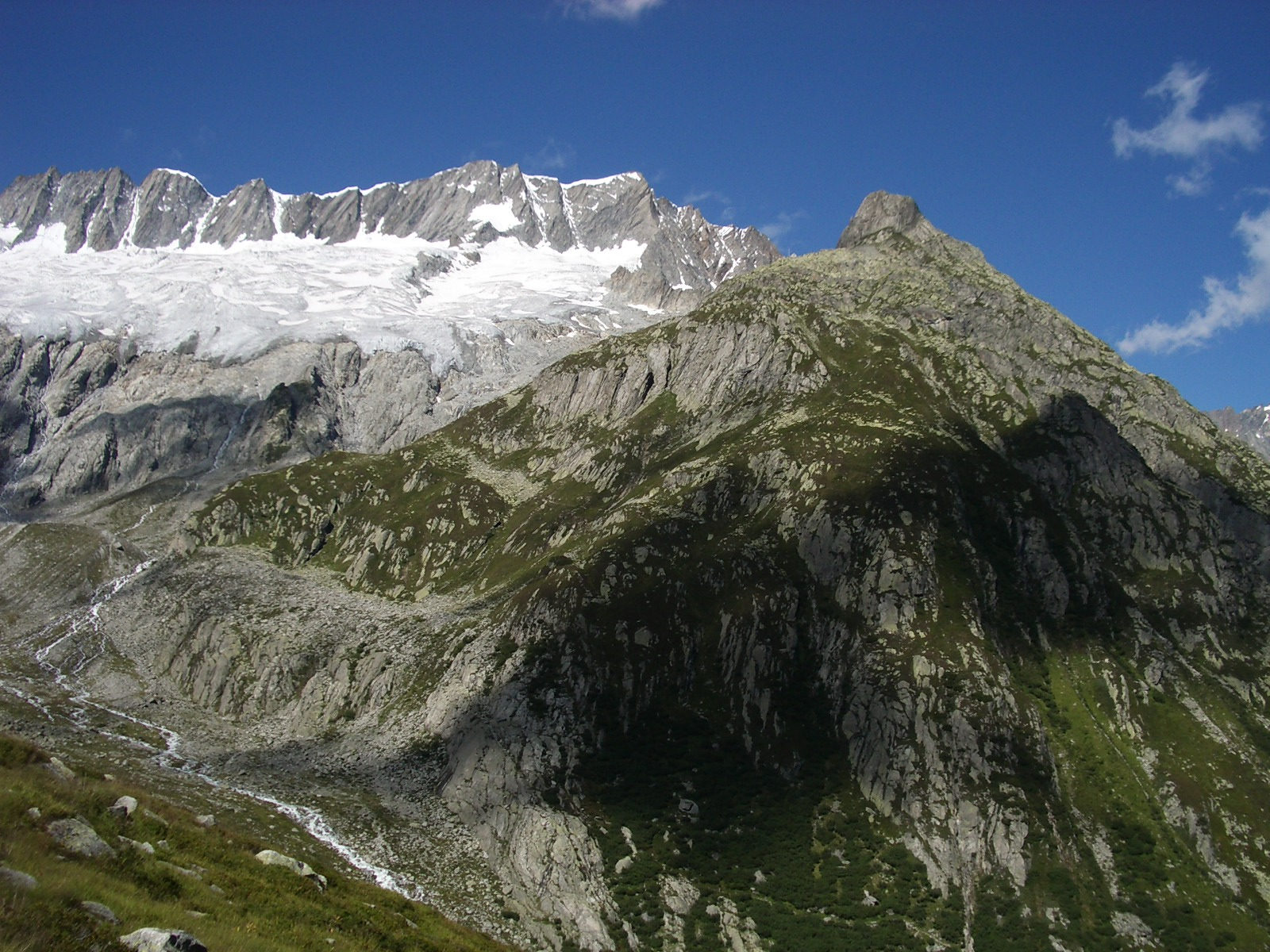
Dammastock, Suíça

| N.º  | Pico                       | País(es)               | Altitude (m) | Proeminência (m) | Colo (m) |
| ---- | -------------------------- | ---------------------- | ------------ | ---------------- | -------- |
| 1    | Taillefer                  | França                 | 2857         | 1490             | 1367     |
| 2    | Monte Amiata               | Itália                 | 1738         | 1490             | 248      |
| 3    | Midžor                     | Bulgária/ Sérvia       | 2168         | 1478             | 690      |
| 4    | Curcubăta Mare             | Roménia                | 1849         | 1478             | 371      |
| 5    | Bobotov Kuk                | Montenegro             | 2522         | 1477             | 1045     |
| 6    | Monte Togano               | Itália                 | 2301         | 1474             | 827      |
| 7    | Pourianos Stavros (Pelion) | Grécia (Tessália)      | 1610         | 1473             | 137      |
| 8    | Torrecilla                 | Espanha (Andaluzia)    | 1919         | 1472             | 447      |
| 9    | Dammastock                 | Suíça (Alpes Uraneses) | 3630         | 1465             | 2165     |
| 10   | Monte Vettore              | Itália (Apeninos)      | 2476         | 1463             | 1013     |
| 11   | Raucheck                   | Áustria                | 2430         | 1463             | 967      |
| 12   | Haldensteiner Calanda      | Suíça                  | 2806         | 1461             | 1345     |
| 13   | Gjegnen                    | Noruega                | 1670         | 1460             | 210      |
| n.d. | Serra da Estrela           | Portugal               | 1993         | 1204             | 789      |